# Molesting the Decapitated
Molesting the Decapitated är det amerikanska death metal-bandet Devourments debutalbum, släppt 1999 av skivbolaget United Guttural Records.

## Låtförteckning
1. "Festering Vomitous Mass" – 2:53
2. "Postmortal Coprophagia" – 6:14
3. "Choking on Bile" – 4:16
4. "Molesting the Decapitated" – 4:41
5. "Self Disembowelment" – 4:36
6. "Fucked to Death" – 5:26
7. "Devour the Damned" – 4:23
8. "Shroud of Encryption" – 2:58

- Text: Mike Majewski (spår 1, 3, 5–8), Ruben Rosas (spår 2, 4), Kevin Clark (spår 4), Brad Fincher (spår 8)
- Musik: Brian Wynn (spår 1–8), Kevin Clark (spår 2), Brad Fincher (spår 3)

## Medverkande
Musiker (Devourment-medlemmar)
- Ruben Rosas – sång
- Brain (Brian Wynn) – gitarr
- Kevin Clark – gitarr, bakgrundssång
- Brad Fincher – trummor
- Mike Majewski – basgitarr

Bidragande musiker
- D. Braxton Henry – sång (spår 3)
- Adam Johnson – sampling, elektronik

Produktion
- D. Braxton Henry – producent, ljudtekniker, mastering
- Charles England ll – mastering
- Julianne Glover – omslagsdesign
- Ruben Rosas – omslagsdesign
- Adam Johnson – omslagsdesign
- Mike Majewski – omslagskonst
- Joel Peter Witkin – omslagskonst
- Shawni Athey – foto